# Geotóp
A geotóp földtani, geomorfológiai, esztétikai és tudománytörténeti szempontból érdekes, különleges, figyelemre méltóan tanulságos, élettelen természeti érték, helyszín. Jelentősége abban rejlik, hogy bepillantást enged a földtörténet valamely időszakának eseményeibe, történéseibe, változásaiba.

## Eredete, jelentése más nyelvekben
A geotóp kifejezést – a biotóp (élőhely) analógiájára – a görög geo, 'föld' és a toposz, 'hely' szóból alkották a földtudományi szakemberek. A fogalom az angolszász szakirodalomban leginkább geosite-ként ismeretes, de a magyar szaknyelvben ez a kifejezés nem honosodott meg. Az elterjedtebb, német eredetű geotop elnevezés a tájökológiában a táj földtanilag homogén, legkisebb, térbeli egysége.

## Jellemzői
A geotópok olyan földtani képződmények, rétegsorok, ősmaradványok, kőzetek és ásványok, melyek árulkodnak keletkezésük környezeti feltételeiről. Lehetőséget kínálnak az adott helyen egykor uralkodó körülmények, valamint olyan folyamatok szemléltetésére, amelyekre már csak emlékeikből következtethetünk. Mérete a meredek lejtők pár négyzetméteres sziklakibukkanásaitól a hatalmas méretű bányaudvarokig terjedhet.